# Nederland Lokaal

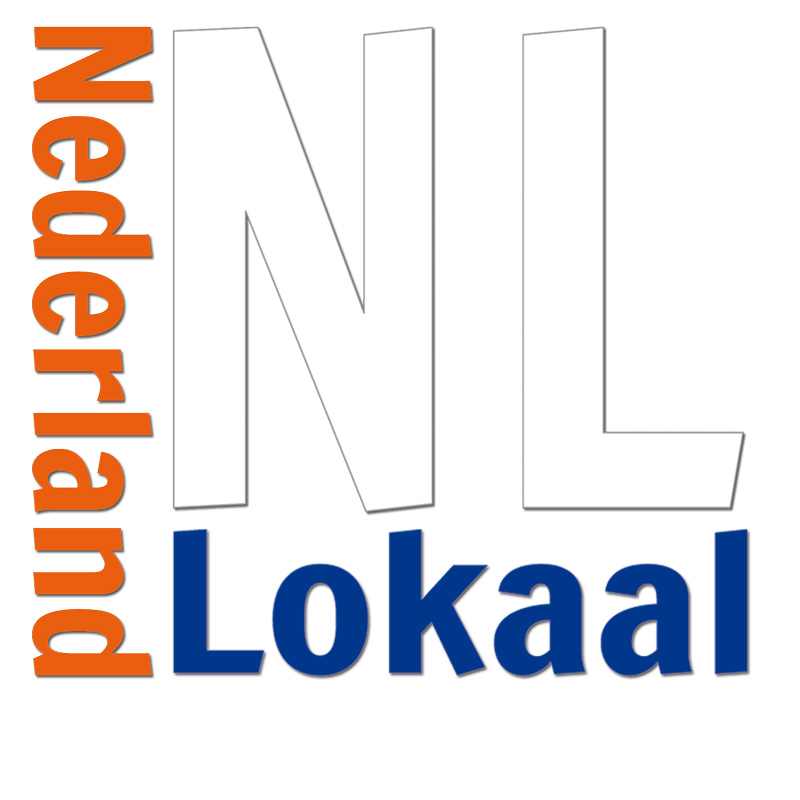
Logo van Nederland lokaal

Nederland Lokaal was een Nederlandse politieke partij die deelnam aan de Tweede Kamerverkiezingen van 12 september 2012. Met nog geen drieduizend stemmen, kwam de partij zo'n zestigduizend stemmen te kort voor een Kamerzetel.
De partij is eind 2011 formeel opgericht op initiatief van een aantal lokale bestuurders.

## Uitgangspunten
Doel van de partij was om het bijna kwart van de kiezers dat bij gemeenteraadsverkiezingen op een lokale partij stemt te vertegenwoordigen in de 
Tweede Kamer. De partij wilde meer participatie van de inwoners met het bestuur, daarbij moest de menselijke maat en kleinschaligheid centraal staan. Dit wilde de partij bereiken door meer bevoegdheden van landelijk naar lokaal niveau over te hevelen, volgens het subsidiariteitsbeginsel.
Verder wilde de partij een sluitende begroting en volledige transparantie bij de besteding van belastinggeld.